# Красноломкость
Красноло́мкость — свойство металлов давать трещины при горячей обработке давлением (ковка, штамповка, прокатка) в области температур красного или жёлтого каления (850—1150 °C).

## Причины
Красноломкость обусловливается главным образом распределением некоторых нерастворимых в твёрдом железе примесей (меди, соединений серы) по границам зёрен металла, где они образуют т. н. оторочку. В поверхностном слое стали, содержащей более 0,4—0,5 % меди, при повышенных температурах иногда образуются местные скопления структурно-свободной меди, в результате чего при деформации металла могут возникнуть поверхностные надрывы и трещины.
Красноломкость наблюдается также в стали с повышенным содержанием серы и пониженным содержанием марганца. В этом случае сера находится в стали не в виде сравнительно тугоплавкого сульфида марганца MnS, а в виде сульфида железа (FeS), который образует с железом эвтектику, располагающуюся по границам кристаллов. При 988 °C эта эвтектика плавится, что ослабляет связь между кристаллами и при деформации вызывает появление трещин по границам кристаллов.

## Устранение красноломкости
Для ослабления вредного влияния и устранения красноломкости в сталь вводят легирующие элементы (алюминий, титан, цирконий, марганец и др.), образующие тугоплавкие сульфиды. Концентрация меди на границах зёрен может быть в некоторой мере предотвращена легированием (никелем, молибденом, бором).